# Енов-Ходорковский, Иона Самойлович
Йона Самойлович (Самуилович) Енов-Ходорковский (1900—1937) — советский государственный деятель, 1-й секретарь Сталиногорского городского комитета ВКП(б) в 1930-х годах, 1-й секретарь Великолуцкого окружного комитета ВКП(б).

## Биография
Родился в 1900 году в Херсонской губернии. Член РКП(б)/ВКП(б) с 1920 года.
В начале 1930-х годов направлен на строительство Бобриковского химического комбината (Московская область). 22 декабря 1933 «за выдающиеся заслуги по организации партийно-массовой работы на строительстве, обеспечившей ударные темпы строительства и успешное освоение заводов комбината» награждён орденом Ленина.
1-й секретарь Сталиногорского городского комитета ВКП(б). Делегат XVII съезда ВКП(б) (1934).
Позже переехал в город Великие Луки, где назначен секретарём Великолужского окружного комитета ВКП(б).
По сталинским спискам арестован 29 апреля 1937 года, осуждён Военной коллегией Верховного суда СССР 28 сентября 1937 года по статьям 587, 588, 5810, 5811 УК РСФСР и приговорён к расстрелу.
Реабилитирован 26 ноября 1955 года.

## Награды
- орден Ленина (22 декабря 1933) — «за выдающиеся заслуги по организации партийно-массовой работы на строительстве, обеспечившей ударные темпы строительства и успешное освоение заводов комбината»